# Pohrebište
Pohrebište je přírodní rezervace v katastrálním území obce Marcelová v okrese Komárno v Nitranském kraji na Slovensku. Území bylo vyhlášeno v roce 1993 a jeho rozloha je 69,33 hektaru. Předmětem ochrany je ornitologická lokalita s výskytem řady druhů mokřadních a vodních ptáků, příbřežní a mokřadní vegetace.